# Super Tight
Super Tight è il secondo album in studio del gruppo hip hop statunitense Underground Kingz (UGK), pubblicato nel 1994.

## Tracce
1. Return – 2:13
2. Underground – 3:18
3. It's Supposed to Bubble – 4:31
4. I Left It Wet for You – 4:45
5. Feds in Town – 5:32
6. Pocket Full of Stones Pt. 2 – 5:02
7. Front, Back & Side to Side (featuring Smoke D) – 5:13
8. Protect & Serve – 4:36
9. Stoned Junkee (featuring 3-2) – 6:47
10. Pussy Got Me Dizzy (featuring 3-2) – 5:05
11. Three Sixteens – 4:45